# Саракина (дем Гревена)
Вижте пояснителната страница за други значения на Саракина.
Саракина (на гръцки: Σαρακήνα), е село в Република Гърция, в дем Гревена, област Западна Македония.

## География
Селото е разположено на 740 m надморска височина, на 30-ина km югоизточно от град Гревена в завоя на река Бистрица (Алиакмонас).

## История

### В Османската империя
През XVIII-XIX век селото до голяма степен принадлежи на манастира Завордския манастир „Свети Никанор“ и много от жителите му работят за него.
В края на XIX век Саракина е гръцко християнско село в нахия Венци на Кожанската каза на Османската империя. Централната селска църква „Свети Николай“, издигната в 1858 година, има ценни стенописи. Големият селски събор се провежда на 29 август във връзка с деня на Йоан Предтеча.
Според статистиката на Васил Кънчов в 1900 година в Саракинъ живеят 356 гърци.
На Етнографската карта на Битолския вилает на Картографския институт в София от 1901 година Саракино е чисто гръцко село в Кожанската каза на Серфидженския санджак с 65 къщи.
Според статистика на Серфидженския санджак на гръцкото консулство в Еласона от 1904 година в Саракина (Σαρακήνα), Гревенска каза, живеят 325 гърци елинофони християни.
По данни на секретаря на Българската екзархия Димитър Мишев („La Macédoine et sa Population Chrétienne“) в 1905 година в Саракин (Sarakin) има 325 гърци.

### В Гърция
През Балканската война в 1912 година в селото влизат гръцки части и след Междусъюзническата в 1913 година Саракина влиза в състава на Кралство Гърция.
Населението произвежда жито, тютюн, картофи и други земеделски култури, като частично се занимава и със скотовъдство.
| Име      | Име       | Ново име | Ново име | Описание |
| -------- | --------- | -------- | -------- | -------- |
| Караулия | Καραούλια | Скопиес  | Σκοπιές  |          |

| Година    | 1913 | 1920 | 1928 | 1940 | 1951 | 1961 | 1971 | 1981 | 1991 | 2001 | 2011 | 2021 |
| --------- | ---- | ---- | ---- | ---- | ---- | ---- | ---- | ---- | ---- | ---- | ---- | ---- |
| Население | 404  | 362  | 374  | 437  | 463  | 572  | 509  | 450  | 372  | 313  | 177  | 165  |